# Nazir Abdullaev
Nazir Rašidovič Abdullaev (in russo Назир Рашидович Абдуллаев?; Krasnodar, 14 giugno 1991) è un lottatore russo, specializzato nella lotta greco-romana.

## Palmarès
| Anno                                               | Manifestazione | Sede | Evento | Risultato | Note |
| -------------------------------------------------- | -------------- | ---- | ------ | --------- | ---- |
| In rappresentanza della Russia                     |                |      |        |           |      |
| 2020                                               | Europei        | Roma | 67 kg  | Argento   |      |
| In rappresentanza della Federazione russa di lotta |                |      |        |           |      |
| 2021                                               | Mondiali       | Oslo | 67 kg  | Argento   |      |

## Altre competizioni internazionali

### Per la Russia
2014
- 26º nei 66 kg all'Ivan Poddubny Tournament ( Tjumen')

2015
- 5º nei 66 kg al Grand Prix of Spain ( Madrid)

2016
- 16º nei 66 kg all'Ivan Poddubny Tournament ( Tjumen')

2018
- 11º nei 67 kg all'Ivan Poddubny Tournament ( Mosca)

2020
- Oro nei 67 kg al Moscow Grand Prix ( Mosca)
- Oro nei 67 kg nella Coppa del mondo individuale ( Belgrado)

2021
- 8º nei 67 kg nel Vehbi Emre & Hamit Kaplan Tournament ( Istanbul)
- Bronzo nei 67 kg al RS - Torneo Matteo Pellicone ( Roma)

### Per la Federazione russa di lotta
2021
- Oro nei 67 kg nella Ljubomir Ivanovic Gedza International ( Mladenovac)